# Hr.Ms. Deurloo (1943)
De Hr.Ms. Deurloo (A 921) was een Nederlandse mijnenveger van de Borndiepklasse, vernoemd naar de geul Deurloo in de Vlakte van de Raan. Het schip is als YMS-254 van de YMS-klasse gebouwd door de Amerikaanse scheepswerf Weaver Shipyard uit Orange. Na het afronden van de bouw is het schip op 12 november 1943 overgedragen aan de Britse marine waar het schip dienst heeft gedaan als BYMS 2254. In 1946 is het schip overgedragen aan de Nederlandse marine waar het tot 1962 dienst heeft gedaan.